# Christa Luding-Rothenburger
Christa Luding-Rothenburger (nascida Rothenburger; 4 de dezembro de 1959) é uma ex-patinadora de velocidade e ciclista de pista alemã. Competiu no ciclismo nos Jogos Olímpicos de Verão de 1988 em Seoul, onde ganhou a medalha de prata na prova de velocidade feminina.

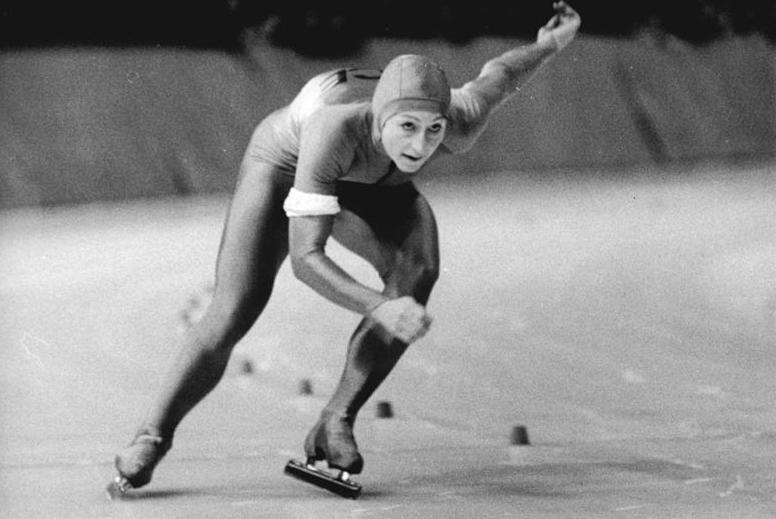
Christa Rothenburger em 1988